# Girls Aloud
 (juillet 2021).
Si vous disposez d'ouvrages ou d'articles de référence ou si vous connaissez des sites web de qualité traitant du thème abordé ici, merci de compléter l'article en donnant les références utiles à sa vérifiabilité et en les liant à la section « Notes et références ».
 (décembre 2014).
Girls Aloud (traduction littérale : « Filles À haute voix ») est un groupe pop féminin britannique créé en 2002 lors de l'émission de télé-crochet Popstars : The Rivals (l'équivalent de Popstars : le duel en France). 
Le groupe, initialement dissous en mars 2013, composé de Cheryl, Nicola Roberts, Nadine Coyle, Kimberley Walsh et Sarah Harding, s’est reformé en 2023. Elles ont annoncé une tournée de retrouvailles en 2024. Cette série de concerts à travers le Royaume-Uni et l’Irlande rend également hommage à Sarah Harding, membre du groupe décédée en 2021 des suites d’un cancer du sein. Son équipe de production, Xenomania, est connue pour sa capacité à créer de nouveaux styles musicaux, principalement en mélangeant pop et électro.
En 2009, le groupe a été récompensé par un « Brit Awards du Meilleur single britannique » pour The Promise. En 2007 le Livre Guinness des records lui a décerné le titre de « Groupe britannique le plus populaire de la décennie ». En effet, entre autres records, il détient celui d'avoir placé 20 singles au top 10 britannique, dont quatre numéros 1.
Il a vendu plus de 5 millions de CD, rien qu'au Royaume-Uni (avec 5 disques de platine et un Greatest Hits double disque de platine). Le Livre Guinness des records a également noté qu’il est le groupe féminin qui  placé le plus de singles consécutivement dans le top 10 britannique devant les Spice Girls, les Supremes et Destiny's Child. Grâce à Sound of the Underground, il est le premier girl group à atteindre la première place du top directement à la sortie d'un single.
Le Livre Guinness des records l'a aussi nommé « Groupe sortant d'une émission de téléréalité possédant la plus grande longévité ». Malgré cette peu engageante étiquette « téléréalité » le groupe a peu à peu gagné un certain crédit auprès de la critique. The Observer, par exemple, a décerné à Biology le titre de « meilleure chanson pop de la décennie »,.
Bien que les singles Sound of Underground et Jump aient connu un certain succès en Europe, les Girls Aloud n'ont jamais tenté de s'exporter en dehors du Royaume-Uni.

## Formation
Girls Aloud a été formé le 30 novembre 2002, devant des millions de téléspectateurs à l'émission Popstars : The Rivals de la chaîne  ITV1. Le concept de l'émission était de créer un groupe féminin et un groupe masculin qui seraient rivaux et disputeraient le no 1 de Noël en 2002. En suivant le succès du groupe Hear'Say, gagnant de l'émission originale Popstars, des milliers de participants se sont présentés aux auditions à travers le Royaume-Uni espérant être sélectionnés. Dix hommes et dix femmes ont finalement été choisis en tant que finalistes par les juges Pete Waterman, Louis Walsh et Geri Halliwell.
En octobre et novembre 2002, les finalistes ont pris la scène en chantant chaque samedi soir. Un participant était éliminé chaque semaine après le vote par téléphone des téléspectateurs, jusqu'à ce que chaque groupe soit formé. Les 5 candidates ayant gagné sont Cheryl Tweedy, Nadine Coyle, Kimberley Walsh, Nicola Roberts et Sarah Harding. Elle décidèrent d'appeler le groupe « Girls Aloud » et Louis Walsh devint leur agent (il fut suivi de Hilary Shaw à partir de 2005).
Noël 2002, les deux groupes se disputent le no 1 symbolique du palmarès britannique. Les Girls Aloud gagnent la bataille avec Sound Of The Underground (produit par Brian Higgins et Xenomania) et resta numéro 1 pendant quatre semaines.

## Carrière musicale

### 2002–2004:Sound of the Underground
Après un début incroyable en décembre 2002, les Girls Aloud ont mis plusieurs mois avant d'enregistrer leur premier album et n'ont sorti leur deuxième single qu'en mai 2003. L'album, portant le même nom que le single Sound Of The Underground est donc sorti le 26 mai 2003. L'album entra directement à la deuxième position des charts, derrière Justin Timberlake et son album Justified. L'album, principalement produit par Xenomania, possède un titre (Some Kind Of Miracle) écrit par un membre du groupe B*Witched.
Le succès continua donc avec le deuxième single de l'album, No Good Advice, qui atteint la deuxième place dans les charts britanniques.
Le troisième single de l'album, choisi par les fans grâce au site officiel, est Life Got Cold, qui atteindra la 3e position dans les charts.
En 2003 sort aussi Jump (numéro 2 et vendu à plus de 180 000 exemplaires rien qu'au Royaume-Uni) - un morceau repris du groupe The Pointer Sisters qui se retrouve sur la bande originale du film Love Actually. 
Malgré un succès phénomémal en Belgique et aux Pays-Bas, Jump deviendra le dernier single des Girls Aloud à sortir sur le territoire européen.
Pour pallier les faibles ventes de l'album Sound Of The Underground, l'équipe entourant Girls Aloud décide de re-sortir l'album en une nouvelle version, contenant notamment le tube Jump. Cette nouvelle édition comprend donc de nouveaux morceaux tels que You Freak Me Out et Girls On Film, ainsi qu'une nouvelle version de Some Kind of Miracle et la disparition de Don't Want You Back. You Freak Me Out était censé devenir le dernier single provenant de l'album Sound Of The Underground, mais l'équipe de production et les filles ont préféré se concentrer sur le nouvel album à venir.
Malgré un bon parcours dans les charts et une ré-édition, les ventes de Sound Of The Underground n'ont jamais été très élevées. C'est ainsi qu'aujourd'hui, tous les albums des Girls Aloud (y compris le dernier, Tangled Up) ont déjà dépassé les ventes de Sound Of The Underground. L'album a fait un retour dans les charts britanniques en 2006 grâce à l'incroyable succès du Greatest Hits des Girls Aloud. L'album est resté 20 semaines (cependant non consécutives) dans le top 75 britannique.
À ce jour, l'album s'est vendu à plus de 319 000 exemplaires au Royaume-Uni.

### 2004–2005:What Will the Neighbours Say?
Après un court repos, les filles reviennent et présentent The Show, leur nouveau single provenant du second opus. Elles changent radicalement de style et la structure de la chanson est peu commune. Ce single présenta donc un nouveau look pour Girls Aloud, moins edgy et plus classe que les premiers titres. Un nouveau look et une nouvelle attitude ont donc créé un certain engouement auprès du public. C'est ainsi que The Show se placera à la deuxième position des charts (malgré des chiffres de vente décevants).
Love Machine est destiné à devenir le nouveau single en septembre 2004. Alors que les filles ne sont pas réellement enthousiastes à l'idée de sortir ce single, le jugeant trop différent, Love Machine deviendra l'emblème des Girls Aloud pendant des années. Alors que The Show n'a réuni « que » 90 000 acheteurs, Love Machine à quant à lui convaincu plus de 140 000 fans d'acheter le single. C'est aujourd'hui l'un des singles les plus vendus du groupe.
Love Machine a été sélectionné pour la chanson de l'année (Record Of The Year) en 2004 et a atteint la position 6. La chanson a été reprise par le groupe Arctic Monkeys à l'émission Radio 1's Live Lounge en 2006.
Leur 7e extrait, une reprise du groupe The Pretenders, I'll Stand by You, aura permis au groupe d'obtenir leur 2e numéro 1. Cette chanson était le single officiel de l'œuvre de charité Children in Need en 2004. Le single s'est vendu à plus de 60 000 copies dans sa première semaine de vente et est resté numéro 1 durant deux semaines consécutives. I'll Stand By You s'est vendu finalement à plus de 185 000 exemplaires et est devenu l'un des singles les plus vendus pour Children in Need.
What Will the Neighbours Say? est sorti le 29 novembre 2004 et entra en 6e place. Contrairement à l'album Sound Of The Underground, What Will The Neighbours Say? a été produit et écrit entièrement par Xenomania, leur fidèle équipe de production britannique. Le succès immédiat de l'album entraîna l'annonce d'une tournée en mai 2005, la What Will The Neighbours Say? Live Tour. Les ventes de l'album ont été très élevées, ainsi, en un mois, What Will the Neighbours Say? avait déjà dépassé Sound Of The Underground en termes de ventes. Grâce à leur nouveau look et à d'excellentes critiques (la plupart disant qu'il s'agissait d'une amélioration flagrante en comparaison de leur premier album), l'album se vendit incroyablement bien. Le nom de l'album provient d'une ligne dans la chanson Love Machine.
Les Girls Aloud ont coécrit cinq des quatorze chansons de l'album : Big Brother (Cheryl Tweedy), Hear Me Out (Sarah Harding), Thank Me Daddy (Kimberley Walsh), I Say A Prayer For You (Nicola Roberts), et 100 Different Ways (Nadine Coyle). Elles ont aussi coécrit 2 'B-Sides' History et Loving Is Easy (se retrouvant sur le single Wake Me Up).
Début 2005, les filles reçoivent un prix Glamour pour 'Groupe de l'année' et ont également été nommées pour un prix Brit Awards, en compétition avec McFly et Natasha Bedingfield, pour le meilleur chanteur/groupe Pop.
Le huitième et dernier single de l'album, Wake Me Up, est sorti le 21 février 2005 et est rentré en quatrième position, leur donnant ainsi un huitième single au top 5. En septembre 2005 le single fut sélectionné pour un prix Popjustice £20 et le groupe remportant le prix pour une deuxième fois consécutive.

### 2005–2006:Chemistry
Après une tournée à travers tout le Royaume-Uni, et un court break, les filles sont retournées en studio pour enregistrer leur 3e et tant attendu album, Chemistry. Le premier single de l'album fut Long Hot Summer en août 2005 et atteint la septième place, cassant ainsi la course aux top 5 mais leur série au top 10 restait donc en cours.
Le single qui lança réellement Chemistry devait donc être un futur tube, à la suite de l'échec relatif du précédent single. Biology a donc eu la lourde tâche de prendre le relais et d'assumer pleinement le succès de l'album. Heureusement, grâce à l'originalité et qualité de la chanson, le single se classa directement 4e des ventes britanniques, et resta durant de nombreuses semaines numéro 1 sur Itunes. Mission accomplie pour Biology donc, qui s'est vendu aujourd'hui a plus de 120 000 exemplaires. Grâce au 10e single, le record avec les Spice Girls de dix singles consécutifs dans le top 10 au Royaume-Uni fut égalé. Biology reste aujourd'hui le plus gros succès de la période Chemistry grâce à son univers plus mature et moderne.
Chemistry est sorti le 5 décembre 2005, incluant bien évidemment les singles Long Hot Summer, Biology, ainsi que la chanson Models, chanson d'intro du documentaire Girls Aloud: Off The Record. En plus d'une version standard, une version spéciale Noël est sortie en même temps, accompagnée d'une deuxième CD comprenant des chansons de Noël chantées par les Girls Aloud.
Pour promouvoir pleinement l'album et faire rapidement à la suite du succès de Biology, la reprise See The Day de Dee. C fut choisie. Cette ballade aura été un énorme succès radio, mais aura malheureusement eu un succès moindre aux charts. Se classant numéro 9 la semaine de Noël, le record des top 10 fut proche de la fin. Malgré cette décevante position, See The Day aida Chemistry à se vendre à 80 000 exemplaires en une semaine.
Chemistry atteint la décevante onzième place lors de sa sortie (la célèbre semaine de Noël), mais les chiffres sont incroyablement élevés. L'album n'a donc pas de quoi rougir et se vend extrêmement bien. Aujourd'hui, l'album s'est vendu à plus de 350 000 exemplaires (disque de platine).
Girls Aloud sortirent le DVD What Will The Neighbours Say? Live sorti en novembre 2005.
Les filles se sont aussi rendues en Australie et en Nouvelle-Zélande en février 2006 pour sortir le single Biology et l'album Chemistry. Biology atteint le décevant numéro 26 au palmarès Australien. Les filles décident de se concentrer sur le Royaume-Uni et y retournent quelques semaines plus tard. C'est à ce moment-là que le reportage Off the record fut tourné et sortira en DVD quelques mois plus tard.
Whole Lotta History est le 4e et dernier single tirée de l'album Chemistry, sorti le 13 mars 2006. Il entra dans les charts avant sa date de sortie initiale en raison d'une nouvelle règle britannique (les single peuvent maintenant entrer le dimanche précédant la date de sortie du single basé sur les ventes par téléchargement). La semaine de la sortie physique du single, Whole Lotta History entra au numéro six dans les charts britanniques. Le single fut accompagné d'un vidéo filmée à Paris, leur première vidéo tournée en dehors du Royaume-Uni.
Afin de finir la période Chemistry, les filles se sont embarquées dans leur deuxième tournée The Chemistry Tour en mai 2006. Les critiques furent très bonnes, et tout le monde remarque une nette amélioration par rapport à la première tournée. Les filles semblent plus impliquées et pour la première fois, elles font des représentations dans de grandes salles, contrairement aux petits théâtres de la dernière tournée.
2005 fut donc une période assez dure et intense pour les Girls Aloud qui ont essuyé plus d'échecs qu'auparavant. Elles décident donc prendre un peu de repos et informent les fans qu'un Greatest Hits sortira l'année prochaine, et non pas un album studio. Elles promettent cependant de rester ensemble quoi qu'il arrive et que ce Best Of ne signifie en rien une séparation.

### 2006–2007:The Sound of Girls Aloud
En plus du Greatest Hits annoncé, le groupe informa ses fans que des chansons et démos exclusives seront présentes sur cet album. Le « Best Of », appelé The Sound of Girls Aloud, sorti le 30 octobre 2006, fut annoncé le 5 novembre 2006 comme premier des ventes britanniques. En plus de sa version standard, une édition limitée comprenant des démos exclusives (comme Hanging on The Telephone ou Singapore) fut mise en vente. Près d'un an après sa sortie, l'album est toujours présent dans le top 100 britannique et s'est vendu à plus de 700 000 exemplaires, le meilleur score pour les Girls Aloud qui retrouvent une seconde jeunesse.
Le principal single de l'album est Something Kinda Ooooh, sorti le 16 octobre 2006 en téléchargement, et une semaine plus tard en sortie physique. Grâce au single, Girls Aloud deviennent le premier groupe britannique à obtenir un top 5 grâce aux téléchargements seulement. La machine est lancée et Something Kinda Ooooh devient un énorme tube, dépassant tous les singles de Chemistry un à un. Alors que les filles pensaient ne plus intéresser personne, ce single et The Sound of Girls Aloud sont une véritable aubaine pour elles.
Something Kinda Ooooh s'est aujourd'hui vendu à plus de 180 000 exemplaires, presque autant que I'll Stand By You sorti en 2004.
Le single suivant, I Think We're Alone Now, un tube des années 1960 repris dans les années 1980 par Tiffany, était le 3e single (après Sound Of The Underground et See The Day) à se joindre à la bataille de la cruciale semaine de Noël. Après une place raisonnable en téléchargement, le single se classa numéro 4 lors de la véritable sortie. Cette position représente donc le 15e single consécutif des Girls Aloud à se classer top 10.
Les Girls Aloud ont ensuite collaboré avec le célèbre groupe britannique Sugababes pour leur 16e single, Walk This Way, une reprise d'Aerosmith. La chanson est sortie le 16 mars et était le single officiel de l'œuvre caritative Comic Relief. Sous le nom de Sugababes VS. Girls Aloud, il devint le 3e single numéro 1 du groupe. Malgré une entrée triomphale, le single ne resta pas longtemps au sommet des charts pour ne se vendre qu'à 100 000 exemplaires en fin de parcours.
En mai 2007, les filles sont parties en tournée pour la 3e année consécutive. Nommée The Sound of Girls Aloud: The Greatest Hits Tour, cette tournée fut la plus grande et la plus complète de toutes, avec 15 dates ne comprenant que des arènes (environ 15 000 spectateurs par spectacle) à travers le Royaume-Uni et l'Irlande.

### 2007-2008:Tangled Up
Le 13 juillet 2007, les Girls Aloud annoncèrent que le prochain single serait Sexy! No No No... et serait donc le premier single du nouvel album. La chanson fut entendue la première fois le 20 juillet 2007 à 8 h 10 dans une émission de radio. La chanson fut présentée pour la première à la télévision le 22 juillet 2007. Les téléchargements étaient prévus pour le 31 août, soit plus d'un mois après la présentation télévisée du 22 juillet. En seulement 2 jours, Sexy! No No No... se classa à la 64e position des charts. La semaine suivante, le single était 5e et resta dans les charts pendant plus de 8 semaines. Le single se classa aussi top 10 en Slovénie.
Le 4e album studio des filles, Tangled Up, est sorti le 19 novembre 2007 et est entré dans les charts en 4e position. Leur 17e single, Call the Shots, est sorti au Royaume-Uni une semaine plus tard, soit le 26 novembre 2007. Les téléchargement ont été très importants et le single s'est directement classé numéro 9 avant même la sortie physique des CD. La semaine d'après, Call the Shots s'est classé numéro 3, donnant au groupe leur 10e top 3. Le single, devenu un véritable hit, est maintenant le single des Girls Aloud ayant passé le plus de temps dans le top 75. En plus de son succès commercial, Call the Shots a été #1 en radio durant de nombreuses semaines. Aujourd'hui, le single s'est vendu à plus de 210 000 exemplaires, se plaçant deuxième dans le top Singles Girls Aloud.
En plus d'apparaître sur le CD des 40 ans de Radio 1, les Girls Aloud ont enregistré la bande originale de St Trinian's movie. Le CD est apparu le 10 décembre 2007 et la chanson des Girls Aloud est entrée directement en 51e position, alors qu'aucune sortie n'était initialement prévue.
En 2008, les Girls Aloud sont nommées de manière inattendue aux Brit Awards en tant que meilleur groupe britannique. En janvier 2008, Tangled Up a été certifié disque de Platine,.
Le 15 janvier 2008, les Girls Aloud annoncent sur leur site officiel que le prochain single sera Can't Speak French et sortira le 17 mars. En plus d'une b-side aux paroles controversées (Hoxton Heroes), une version exclusive de Can't Speak French chantée en français sera enregistrée.
Malgré des débuts prometteurs sur Itunes plusieurs semaines avant la sortie officielle, le single ne se classa que numéro 9 dans les charts britanniques. Malgré cela, le single resta présent dans le Top 75 pendant plus de 18 semaines.
Can't Speak French ne s'est peut-être pas vendu comme l'a été Call the Shots, mais il aura en tout cas été très bénéfique à Tangled Up. En effet, depuis 5 semaines l'album ne cesse de remonter dans les charts britanniques pour atteindre le 6 avril 2008 (soit 5 mois après sa sortie en novembre 2007) la 12e place du classement. À ce jour, Tangled Up s'est vendu à plus de 360 000 exemplaire, soit plus que Sound Of The Underground, et relativement proche des ventes de Chemistry.
Le 3 mai 2008, Girls Aloud se sont embarquées une fois de plus dans leur nouvelle tournée britannique Tangled Up Tour. Ceci est la plus grosse tournée depuis le début de leur carrière. En effet, 22 dates (contre 15 pour la précédente) sont « sold-out » partout au Royaume-Uni.

### 2008–2009:Out Of Control
En mai 2008, le groupe a confirmé qu'elles avaient commencé à travailler sur leur 5e album studio. Le premier single de l'album, The Promise, est sorti en octobre 2008, suivi du nouvel album Out Of Control le 3 novembre. Les Girls Aloud ont révélé que ce nouvel album était leur "meilleur album" à ce jour. The Promise deviendra leur 4e numéro 1 en Grande-Bretagne, vendant plus de 77 000 singles en une semaine - Cela a permis au single d'être le single le plus rapidement vendu en une semaine en 2008 à cette période. Out Of Control a suivi le single en se classer directement premier dans les charts anglais. The Loving Kind est le deuxième single de l'album et sortira le 12 janvier 2009. La chanson, coécrite par les Pet Shop Boys deviendra le 20e single consécutif des filles à se classer dans le top 10 anglais.
Les Girls Aloud ont aussi donné une prestation aux Brit Awards 2009 pour la première fois de leur carrière. Elles étaient nommées pour les sections "Best British Group" et "Best British Single". Elles ont gagné l'award du meilleur single anglais pour The Promise, ce qui fait de cette récompense leur premier Brit Award en 7 ans. La tournée Out Of Control Tour débutera en avril 2009, et les Girls Aloud vont faire la première partie de Coldplay au Wembley Stadium le 18 septembre 2009.
En février 2009, les filles ont annoncé officiellement qu'elles ont signé un nouveau contrat avec leur maison de disques, Fascination, qui stipule que le groupe fera encore 3 albums, avec un nouvel album en 2010. Le 27 avril 2009 est sorti Untouchable, leur 21e single et troisième issu de l'album Out Of Control.
Cependant, en juillet 2009, le groupe annonce qu'elles prennent un an de pause pour poursuivre des projets en solo, mais se réuniraient pour un nouvel album studio en 2010. Mais ce projet n’a pas vu le jour.

### 2012–2013: Retour etTen
Après trois ans de pause, Girls Aloud s'est réuni pour le 10ème anniversaire du groupe. Le 16 novembre 2012, le groupe a sorti son nouveau single "Something New". Le 23 novembre 2012, le groupe a sorti sa deuxième compilation appelée Ten. En février 2013, le groupe s'est lancé dans une nouvelle tournée intitulée Ten: The Hits Tour. Le 20 mars 2013, le groupe a donné son dernier concert à l'Echo Arena de Liverpool. Quelques heures plus tard, elles ont annoncé leur séparation sur Twitter.

## Discographie
- 2003 : Sound of the Underground
- 2004 : What Will the Neighbours Say?
- 2005 : Chemistry
- 2006 : The Sound of Girls Aloud: The Greatest Hits
- 2007 : Tangled Up
- 2008 : Out of Control (en)
- 2012 : Ten (Best Of)